# Міст незалежних списків
Міст незалежних списків (хорв. Most nezavisnih lista) — партійна платформа у Хорватії, утворена 2012 року чинним мером південнодалматинського міста Меткович Божо Петровим, який і є її керівником. Партійними кольорами обрано синій та помаранчевий.

## Історія
«Міст незалежних списків» заснували у Метковичі 17 листопада 2012 як регіоналістську політичну платформу головним чином ті, хто ніколи не брав активної участі у політичному житті. Першим головою партії став лікар за професією Божо Петров.
У 2013 році «Міст незалежних списків» взяв участь у хорватських місцевих виборах у місті Меткович. Партія отримала 46,25% голосів та 9 із 17 місць у міській раді. Явка виборців була 67,49%. Божо Петров здобув 45,78% голосів і разом із тодішнім міським головою Стіпе Габричем (відомим на прізвисько «Ямбо») вийшов у другий тур виборів мера. У другому турі Петров переміг чинного з 1997 року мера Габрича, набравши 67,94% голосів, і став новим мером Метковича. Водночас, «Міст незалежних списків» здобув 9,97% голосів на окружних виборах і увійшов в окружну скупщину Дубровницько-Неретванського округу.

## Парламентські вибори 2015
На парламентських виборах 2015 року партія вийшла на національний рівень, прийнявши до своїх лав низку незалежних місцевих політиків з інших куточків країни. До неї приєдналися мер Оміша Іван Ковачич, колишній заступник голови ХДС Драго Пргомет і професор економіки Загребського університету та затятий критик політики хорватського політичного істеблішменту Іван Ловринович.
Партія виступає за фінансову відповідальність (збалансований бюджет), скорочення державних витрат і зменшення державного боргу, зниження податків, реформи у державному секторі економіки і скорочення адміністративних одиниць Хорватії. Партія підтримує експансіоністську грошово-кредитну політику і грошові реформи, які б включали запровадження Національним банком Хорватії політики низьких процентних ставок з метою сприяння економічному росту. Вона також обстоює введення приватної охорони здоров'я в хорватській системі охорони здоров'я та створення державного «Агробанку» з метою сприяння сільськогосподарському і регіональному розвитку.
За результатами виборів партія одержала 19 місць у хорватському парламенті та посіла третє місце після правлячої лівоцентристської коаліції «Хорватія зростає» і правоцентристської опозиційної Патріотичної коаліції.